# Tetrahydropyran
Tetrahydropyran (THP, systematický název oxan) je organická sloučenina složená z nasyceného šestičlenného cyklu, který obsahuje jeden kyslíkový a pět uhlíkových atomů. Jeho název je odvozen od pyranu, z něhož lze THP získat přidáním čtyř vodíků. Je to bezbarvá těkavá kapalina. Častěji než se samotným tetrahydropyranem se lze setkat s jeho deriváty. Tetrahydropyranylové (THP-) ethery získávané reakcí alkoholů s dihydropyranem jsou běžnými meziprodukty organické syntézy. Tetrahydropyranový kruh (pět atomů uhlíku a kyslík) je základem pyranózových sacharidů, například glukózy.

## Výroba
THP se vyrábí hydrogenací (vlastně adicí vodíku) dihydropyranu (DHP) Raneyovým niklem.

## Reakce
V organické syntéze se 2-tetrahydropyranylová skupina používá jako chránicí skupina pro alkoholy. Reakcí alkoholu s dihydropyranem vzniká tetrahydropyranylether, který chrání alkohol před řadou reakcí. Alkohol lze posléze snadno odstranit kyselou hydrolýzou za vzniku 5-hydroxypentanalu.

## Ochrana alkoholů

### Nejčastější ochranné metody
- Reakce alkoholu s dihydropyranem a kyselinou para-toluensulfonovou v dichlormethanu za pokojové teploty[3][4]
- 2-hydroxytetrahydropyranyl, trifenylfosfin a diethylazodikarboxylát v THF

### Nejčastější odstranění chránicí skupiny
- Roztok kyseliny octové (AcOH) v THF nebo ve vodě
- Pyridinium p-toluensulfonát v ethanolu